# جونا جونز
جونا جونز (بالإنجليزية: Jonah Jones)‏ هو عازف جاز أمريكي، ولد في 31 ديسمبر 1909 في لويفيل في الولايات المتحدة، وتوفي في 30 أبريل 2000 في نيويورك في الولايات المتحدة.

## وصلات خارجية
- جونا جونز على موقع ميوزك برينز (الإنجليزية)
- جونا جونز على موقع أول ميوزيك (الإنجليزية)
- جونا جونز على موقع ديسكوغز (الإنجليزية)